# الدوري الهولندي الممتاز 1913–14
الدوري الهولندي الممتاز 1913–14 (بالهولندية: Nederlands landskampioenschap voetbal 1913/14)‏ هو الموسم 26 من الدوري الهولندي الممتاز. أشرف على تنظيمه الاتحاد الملكي الهولندي لكرة القدم، وكان عدد الأندية المشاركة فيه 24، وفاز فيه HVV Den Haag ‏.